# بیمارستان آقاخان (دارالسلام)

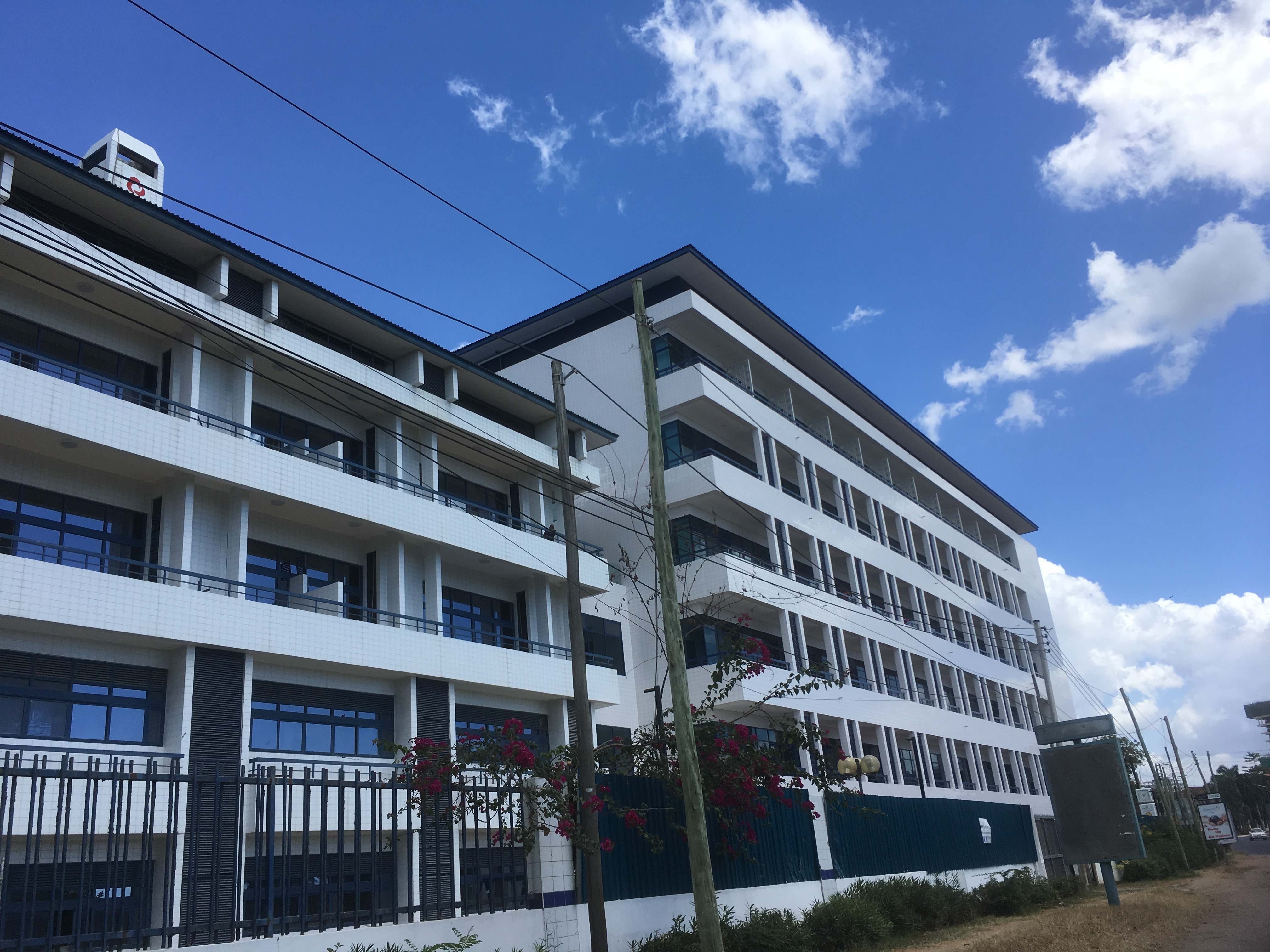
ساختمان بیمارستان آقاخان (دارالسلام)

بیمارستان آقاخان (دارالسلام) (به انگلیسی: Aga Khan Hospital, Dar es Salaam) بیمارستانی خصوصی در شهر دارالسلام (تانزانیا) تانزانیا است که در ۱۹۶۴ میلادی ساخته شد و دارای ۸۰ تخت است.